# Macaroane cu brânză

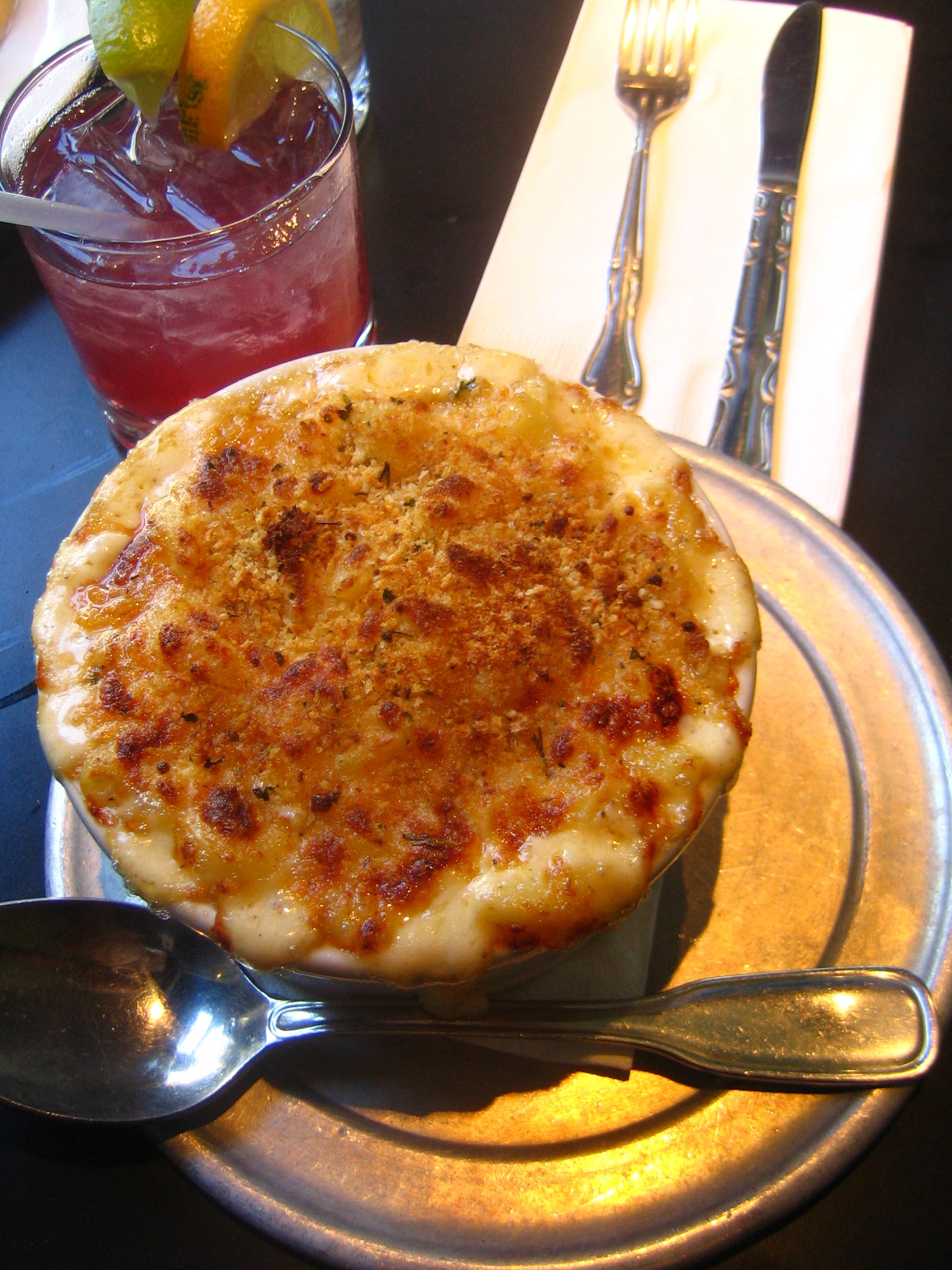
Macaroane cu brânză, presărate cu pesmet.

Macaroanele cu brânză (în limba engleză: macaroni and cheese sau brânză sau mac 'n' cheese în unele părți din Statele unite, Canada, și Regatul Unit) sunt un ”fel de mâncare”, ale cărui principale ingrediente sunt: macaroane (adesea denumite ”elbow  macaroni”, în Statele Unite ale Americii) și sos (cremă) de brânză. În mod tradițional, se folosea cheddar (sau brânză topită asemănătoare cu cheddar-ul), deși pot fi utilizate și alte soiuri de brânză. De asemenea, pot fi utilizate și alte tipuri de paste (in ciuda faptului ca respectivul fel de mâncare își păstrează numele).
În forma sa de pregătire tradițională (”de casă”), crema de brânză, se prepară de obicei ca și cum ar fi vorba de un sos (cremă) mornay, cu unt și brânză, fierte într-o roux (tigaie). Textura finale  acestui sos de brânză ar trebui să fie similară cu o cremă. Gospodinele tind ca macaroanele folosite să fie de dimensiuni medii, mai degrabă lungi decât groase.
Există, de asemenea versiuni (pre)ambalate, formate din paste și brânză deshidratate, la care se adaugă untul (sau margarina) și lapte sau apă. De multe ori, de asemenea, se adaugă și alte ingrediente, cum ar fi carne de vită, ketchup, ardei iuți, salam feliat, jambon, bacon, ton, roșii (tomate) și/sau alte legume.